# Reprezentacja Południowej Afryki w hokeju na trawie mężczyzn
Reprezentacja Republiki Południowej Afryki w hokeju na trawie mężczyzn jest jednym z silniejszych zespołów na świecie i najlepszym na kontynencie afrykańskim, gdzie ośmiokrotnie zdobyła mistrzostwo kontynentu (1993, 1996, 2000, 2005, 2009, 2013, 2017, 2022) oraz dwukrotnie zwyciężała w igrzyskach afrykańskich (1995, 1999). Nigdy nie wystąpiła w Champions Trophy.

## Osiągnięcia

### Igrzyska olimpijskie
- nie wystąpiła - 1908
- nie wystąpiła - 1920
- nie wystąpiła - 1928
- nie wystąpiła - 1932
- nie wystąpiła - 1936
- nie wystąpiła - 1948
- nie wystąpiła - 1952
- nie wystąpiła - 1956
- nie wystąpiła - 1960
- nie wystąpiła - 1964
- nie wystąpiła - 1968
- nie wystąpiła - 1972
- nie wystąpiła - 1976
- nie wystąpiła - 1980
- nie wystąpiła - 1984
- nie wystąpiła - 1988
- nie wystąpiła - 1992
- 10. miejsce - 1996
- nie wystąpiła - 2000
- 10. miejsce - 2004
- 12. miejsce - 2008
- 11. miejsce - 2012
- nie wystąpiła - 2016
- 10. miejsce - 2020
- 9. miejsce - 2024

### Mistrzostwa świata
- nie wystąpiła - 1971
- nie wystąpiła - 1973
- nie wystąpiła - 1975
- nie wystąpiła - 1978
- nie wystąpiła - 1982
- nie wystąpiła - 1986
- nie wystąpiła - 1990
- 10. miejsce - 1994
- nie wystąpiła - 1998
- 13. miejsce - 2002
- 12. miejsce - 2006
- 10. miejsce - 2010
- 11. miejsce - 2014
- 16. miejsce - 2018
- 11. miejsce - 2023

### Halowe mistrzostwa świata
- 10. miejsce – 2003
- 11. miejsce – 2007
- nie wystąpiła – 2011
- 11. miejsce – 2015
- 11. miejsce – 2018
- 6. miejsce – 2023
- 3. miejsce – 2025